# Darren Anderton
Darren Robert Anderton, född 3 mars 1972 i Southampton, är en före detta engelsk fotbollsspelare. 
Han spelade 30 landskamper (mellan 1994 och 2001) för England och gjorde 7 mål. Större delen av sin karriär spelade han som framgångsrik yttermittfältare i Tottenham Hotspur FC tillsammans med legendariska engelska spelare som bland andra Glenn Hoddle och Chris Waddle.

## Meriter
- Ligacupen 1999